# 红腹山雀
红腹山雀（学名：Parus davidi）为山雀科山雀属的鸟类，是中国的特有物种。分布于甘肃、陕西、湖北、四川等地，一般栖息于海拔2000米以上的高山针叶林或竹林间。该物种的模式产地在甘肃南部。